# Pantène d'Alexandrie
Pantène, en latin Pantaenus, (mort vers 216) fut un théologien et missionnaire. Il fut le fondateur de l'École théologique d'Alexandrie (Didascalée d'Alexandrie) et le maître de Clément d'Alexandrie (v. 150-v. 215). Il est reconnu saint par l'Église catholique et fêté le 7 juillet.  
Pour la tradition, il était originaire de Sicile et adepte du stoïcisme avant de devenir chrétien.
Eusèbe rapporte :
« On dit qu'il alla dans les Indes ; on dit aussi qu'il constata, chez certains indigènes du pays qui connaissaient le Christ, que l'Évangile de Matthieu l'y avait précédé : à ces gens-là l'un des apôtre, Barthélemy, aurait prêché et leur aurait laissé, en caractères hébreux, l'ouvrage de Matthieu, qu'ils avaient conservé jusqu'au temps dont nous parlons.»
« Pantène dirigea finalement le didascalée d'Alexandrie, exposant oralement et par des écrits, les trésors des dogmes divins. »
Pantène fut peut-être l'une des victimes des massacres d'Alexandrie, entre 214 et 216, ordonnés par l'empereur Romain Caracalla, à la fin de son règne, car on n'a plus de traces de Pantène d'Alexandrie après 216.